# El Negrito
El Negrito est une municipalité du Honduras, située dans le département de Yoro. Elle comprend 27 villages et 123 hameaux. Elle est fondée en 1843.

## Source de la traduction
- (en) Cet article est partiellement ou en totalité issu de l’article de Wikipédia en anglais intitulé « El Negrito » (voir la liste des auteurs).